# Brigitte Zschoche
Brigitte Zschoche geb. Walther (* 12. Juli 1941 in Laußnitz, Landkreis Kamenz; † 12. August 2019) war eine deutsche Politikerin (PDS/Die Linke). Sie war 1990 Mitglied der Volkskammer. Danach war sie bis 2004 Abgeordnete im Landtag von Sachsen und 1999–2004 dessen Vizepräsidentin.

## Leben
Zschoche besuchte von 1947 bis 1955 die Grundschule in Laußnitz und danach bis 1959 das Institut für Lehrerbildung (IfL) in Großenhain. Dort schloss sie als Unterstufenlehrerin ab. Im Jahr 1970 erhielt sie das Diplom als Fachlehrerin für Deutsch an der Pädagogischen Hochschule Potsdam. Seit 1971 war sie als Fachlehrerin tätig. Von 1979 bis 1990 war sie Direktorin am IfL Großenhain. Zschoche war von 1981 bis 1990 Vorsitzende des Kreisausschusses der Volkssolidarität.
Zschoche trat 1962 der SED bei und war ab 1990 Mitglied bei deren Nachfolgepartei PDS. Von März bis Oktober 1990 war sie Abgeordnete der frei gewählten Volkskammer. Danach zog sie über die Landesliste der PDS in den Sächsischen Landtag ein, dem sie bis zum Ende der dritten Wahlperiode 2004 angehörte. Sie widmete sich vor allem der Sozial- und Gesundheitspolitik. Ab 1999 gehörte sie während der 3. Wahlperiode als zweite Vizepräsidentin dem Präsidium des Sächsischen Landtages an.
Zschoche war 1994 eine Vertreterin Sachsens in der 10. Bundesversammlung zur Wahl des Bundespräsidenten. Ab 1994 war sie zudem Mitglied des Kreistags von Riesa-Großenhain bzw. nach der Kreisreform 2008 im Landkreis Meißen. Dort vertrat sie ab 2007 die PDS-Nachfolgepartei Die Linke, bis sie 2017 aus gesundheitlichen Gründen ausschied.